# Vasantharajiella kalakadensis
Vasantharajiella kalakadensis es un hemíptero de la familia Aleyrodidae, subfamilia: Aleyrodinae.
Vasantharajiella kalakadensis fue descrita por P.M.M. David en 2000.